# Saint-Merri
Saint-Merri är en kyrkobyggnad i Paris, uppkallad efter den helige Medericus (död år 700). Kyrkan, som är uppförd i sengotisk stil, är belägen vid Rue Saint-Martin i Paris fjärde arrondissement. I kvarteret bredvid kyrkan är Centre Pompidou beläget.

## Bilder

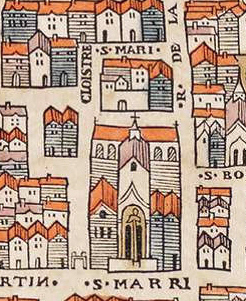
Saint-Merri (S•MARRI). Detalj från Truschets och Hoyaus Paris-karta (1550-talet)
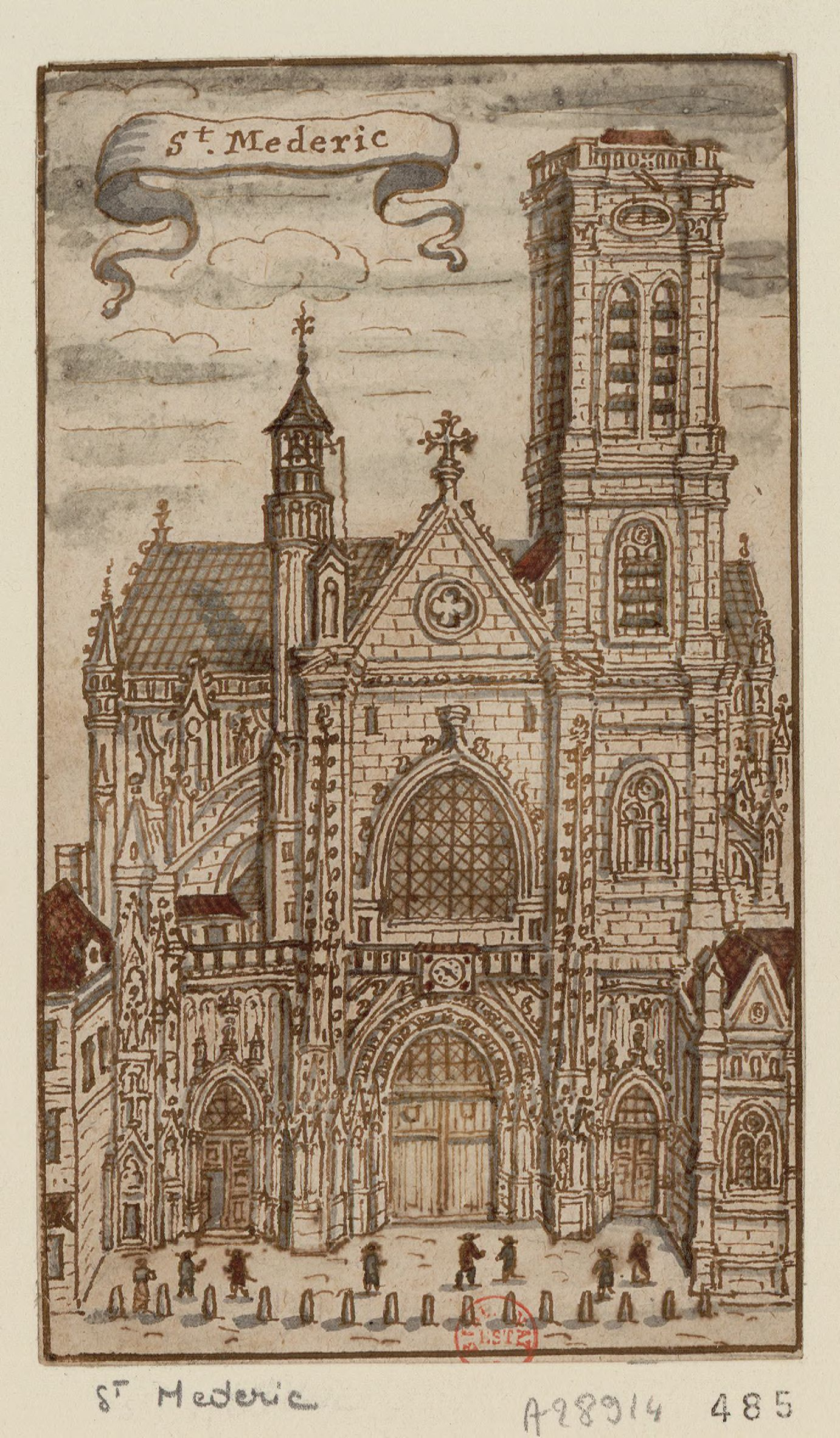
Illustration från 1600-talet
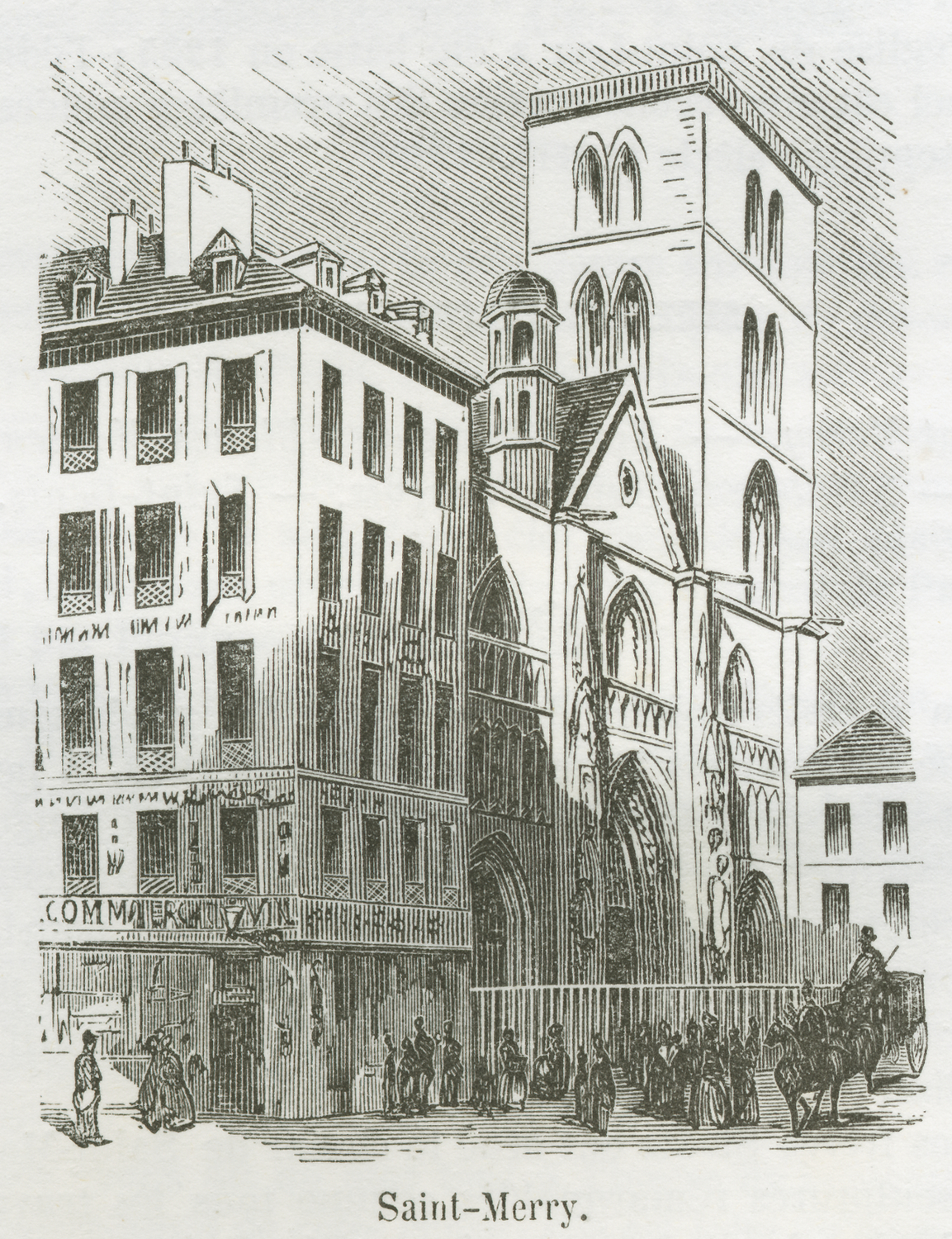
Gravyr från 1855